# Mad, Bad & Dangerous Tour
Mad, Bad & Dangerous Tour – druga trasa koncertowa grupy muzycznej The Cross, w jej trakcie odbyło się dziewiętnaście koncertów.
1. 1 kwietnia 1990 - Genewa, Szwajcaria - nieznane miejsce koncertu
2. 21 maja 1990 - Hanower, Niemcy - Capitol
3. 22 maja 1990 - Bonn, Niemcy - Biskuithalle
4. 23 maja 1990 - Dortmund, Niemcy - Blickpunktstudios
5. 24 maja 1990 - Göttingen, Niemcy - Outpost
6. 26 maja 1990 - Hamburg, Niemcy - Docks
7. 27 maja 1990 - Kiel, Niemcy - Max Music Hall
8. 28 maja 1990 - Berlin, Niemcy - Metropol
9. 29 maja 1990 - Amsterdam, Holandia - De Melkweg
10. 30 maja 1990 - Neu-Isenburg, Niemcy - Hugennottenhalle
11. 1 czerwca 1990 - Ibiza, Hiszpania - Ku Club
12. 2 czerwca 1990 - Ibiza, Hiszpania, Ku Club
13. 3 czerwca 1990 - St. Wendel, Niemcy - St. Wendel Open Air, Bosenbachstadion
14. 4 czerwca 1990 - Nuremberg, Niemcy - Serenadenhof
15. 5 czerwca 1990 - Tuttlingen, Niemcy - Akantz
16. 6 czerwca 1990 - Mannheim, Niemcy - Alte Feuerwache
17. 7 czerwca 1990 - Bielefeld, Niemcy - PC 69
18. 8 czerwca 1990 - Stuttgart, Niemcy - Theaterhaus Wangen
19. 15 czerwca 1990 - Wiedeń, Austria - Donauinsel